# Chrysler Windsor
La Windsor è un'autovettura full-size prodotta dalla Chrysler dal 1939 al 1942 e dal 1946 al 1961. In Canada è stata commercializzata fino al 1966. Questa vettura prodotta per il mercato canadese era l'equivalente della Newport statunitense.

## Il contesto
Dal 1939 al 1950 la Windsor venne posizionata appena sopra la Royal, che era alla base dell'offerta della Chrysler. Nel 1951, con l'uscita di scena della Royal, la Windsor diventò il modello più economico della Chrysler. Nel 1961 tale ruolo fu preso dalla Newport. 

## La prima serie (1939-1942)
La Windsor è stata introdotta nel 1939 con un motore a sei cilindri in linea da 4 L di cilindrata. Il propulsore era anteriore, mentre la trazione era posteriore. Il cambio era manuale a tre rapporti.
Nel 1940 furono introdotte due versioni di passo. I modelli disponibili erano berlina sei posti, coupé sei posti, cabriolet, berlina versione "Victoria", e berlina 8 passeggeri. Nello stesso anno vennero introdotti i fanali anteriori sigillati. La Windsor era dotata di sospensioni anteriori indipendenti. Nel 1941 fu introdotta la versione familiare, che venne denominata Town & Country. I fendinebbia ed i paraurti era offerti tra le opzioni. La produzione terminò nel gennaio del 1942. L'industria statunitense fu obbligata a convertire gli impianti alla produzione bellica, e la Chrysler non fu un'eccezione.

## La seconda serie (1946-1948)
Finita la guerra, la Windsor tornò in produzione. I nuovi modelli erano simili a quelli prodotti nel 1942. Tra l'equipaggiamento, venne introdotta la spia che avvisava quando il freno di stazionamento non era completamente disinserito. La vettura, comunque, possedeva un equipaggiamento completo. Le vendite di questa serie di Windsor corrispondevano al 62,9 % del totale della compagnia. Il modello era dotato di un motore a sei cilindri in linea da 4,1 L. Il propulsore era anteriore, mentre la trazione era posteriore. Il cambio era manuale a quattro rapporti.

## La terza serie (1949-1952)
Nel 1949, per il 25º anniversario di fondazione delle Chrysler, la Windsor venne riprogettata. La linea, rispetto a quella della concorrenza, era più squadrata ed all'equipaggiamento fu aggiunto un cruscotto imbottito. La nuova Windsor possedeva una strumentazione completa. Nel 1951 la Royal fu tolta dai listini e la Windsor diventò il modello Chrysler più economico. L'allestimento DeLuxe possedeva l'orologio elettrico. Nel 1952 il modello fu oggetto di modifiche minime. Sulla versione berlina 8 passeggeri era disponibile il servofreno. Il modello era dotato di un motore a sei cilindri in linea da 4,1 L. Il propulsore era anteriore, mentre la trazione era posteriore. Il cambio era semiautomatico.

## La quarta serie (1953-1954)
Nel 1953, la Chrysler Windows e le altre vetture del gruppo furono dotate di nuovi lamierati e di un nuovo parabrezza curvo fabbricato in un solo pezzo. Il servosterzo era offerto tra le opzioni. Era offerta in due versioni, quella base e la DeLuxe. Nel 1954 la prima fu tolta dai listini. Nell'anno in oggetto la calandra venne rivista. Il modello era dotato di un motore a sei cilindri in linea da 4,3 L. Il propulsore era anteriore, mentre la trazione era posteriore. Il cambio era manuale a tre rapporti oppure automatico.

## La quinta serie (1955-1956)
Nel 1955 tutte le Chrysler vennero ridisegnate da Virgil Exner. I corpi vettura furono arrotondati e vennero installati dei parabrezza più avvolgenti. Nel 1956 il modello venne rivisto nuovamente. Nell'occasione vennero introdotte delle pinne posteriori; esse furono le prime montate su un modello Chrysler. Il modello era dotato di un motore V8 da 4,9 L. Il propulsore era anteriore, mentre la trazione era posteriore. Il cambio era manuale a tre rapporti oppure automatico.

## La sesta serie (1957-1958)
Nel 1957 le vetture Chrysler, inclusa la Windsor, furono di nuovo riviste. Furono rimpiccioliti i fanali posteriori ed il montante posteriore. I paraurti anteriori divennero avvolgenti. A metà anno i fanali anteriori doppi diventarono di serie. La Windsor e gli altri modelli Chrysler che vennero prodotti nel 1957 soffrivano di problemi di arrugginimento e di problemi alle barre di torsione.
Nel 1958 la Windsor fu spostata sul telaio della DeSoto Firesweep. Nell'occasione la strumentazione fu arricchita.
Il modello era dotato di un motore V8 da 5,8 L. Il propulsore era anteriore, mentre la trazione era posteriore. Il cambio era manuale a tre rapporti oppure automatico. Le vendite della Windsor corrispondevano al 42,36% delle vendite totali Chrysler del 1958

## La settima serie (1959)
La settima serie venne lanciata nel 1959. Fu in produzione solo nell'anno citato. Il modello era dotato di un motore V8 da 6,3 L. Il propulsore era anteriore, mentre la trazione era posteriore. Il cambio era manuale a tre rapporti oppure automatico.

## L'ottava serie (1960-1961)
Nel 1960 tutte le Chrysler diventarono a monoscocca. I freni della Windsor furono aggiornati. Nel 1961 tutte le Chrysler vennero ridisegnate. L'equipaggiamento della Windsor si arricchì dell'accendisigari e di un cruscotto imbottito.
Il modello era dotato di un motore V8 da 6,3 L. Il propulsore era anteriore, mentre la trazione era posteriore. Il cambio era automatico a tre rapporti. Nel 1961 la Windsor uscì di produzione.